# Liste der Gemeinden im Landkreis Görlitz

Karte des Landkreises Görlitz

Die Liste der Gemeinden im Landkreis Görlitz gibt einen Überblick über die 53 Verwaltungseinheiten im Landkreis Görlitz in Sachsen. Der Kreis besteht aus 15 Städten (davon 5 Große Kreisstädte) und 38 Gemeinden. Der Landkreis Görlitz entstand zur Kreisreform in Sachsen am 1. August 2008 durch die Zusammenlegung des Niederschlesischen Oberlausitzkreises und dem Landkreis Löbau-Zittau sowie der kreisfreien Stadt Görlitz. Der Landkreis Görlitz ist der östlichste Landkreis Sachsens und Deutschlands.

## Beschreibung
Im Landkreis Görlitz existieren insgesamt zwei Verwaltungsverbände und zwölf Verwaltungsgemeinschaften:
- Verwaltungsgemeinschaft Bad Muskau mit den Gemeinden Bad Muskau und Gablenz
- Verwaltungsgemeinschaft Bernstadt/Schönau-Berzdorf mit den Gemeinden Bernstadt auf dem Eigen und Schönau-Berzdorf auf dem Eigen
- Verwaltungsverband Diehsa mit den Gemeinden Hohendubrau, Mücka, Quitzdorf am See und Waldhufen
- Verwaltungsgemeinschaft Großschönau-Hainewalde mit den Gemeinden Großschönau und Hainewalde
- Verwaltungsgemeinschaft Löbau mit den Gemeinden Großschweidnitz, Lawalde, Löbau und Rosenbach
- Verwaltungsgemeinschaft Neusalza-Spremberg mit den Gemeinden Dürrhennersdorf, Neusalza-Spremberg und Schönbach
- Verwaltungsgemeinschaft Olbersdorf mit den Gemeinden Bertsdorf-Hörnitz, Jonsdorf, Olbersdorf und Oybin
- Verwaltungsgemeinschaft Oppach-Beiersdorf mit den Gemeinden Beiersdorf und Oppach
- Verwaltungsgemeinschaft Reichenbach/O.L. mit den Gemeinden Reichenbach/O.L., Königshain und Vierkirchen
- Verwaltungsgemeinschaft Rietschen mit den Gemeinden Rietschen und Kreba-Neudorf
- Verwaltungsgemeinschaft Rothenburg/Oberlausitz mit den Gemeinden Rothenburg/Oberlausitz und Hähnichen
- Verwaltungsgemeinschaft Schleife mit den Gemeinden Groß Düben, Schleife und Trebendorf
- Verwaltungsverband Weißer Schöps/Neiße mit den Gemeinden Horka, Kodersdorf, Neißeaue und Schöpstal
- Verwaltungsgemeinschaft Weißwasser/O.L. mit den Gemeinden Weißwasser/Oberlausitz und Weißkeißel

Die Städte Ebersbach-Neugersdorf, Görlitz, Herrnhut, Niesky, Ostritz, Seifhennersdorf und Zittau sowie die Gemeinden Boxberg/O.L., Kottmar, Krauschwitz, Leutersdorf, Markersdorf, Mittelherwigsdorf und Oderwitz sind nicht Mitglied einer Verwaltungsgemeinschaft.
Der Landkreis hat eine Gesamtfläche von 2.111,42 km². Die größte Fläche innerhalb des Landkreises besitzt die Gemeinde Boxberg/O.L. mit 217,69 km². Es folgen die Gemeinde Krauschwitz mit 106,83 km² Fläche und die Große Kreisstadt Löbau mit 78,9 km². Die kleinste Fläche hat die Gemeinde Beiersdorf mit 6,45 km².
Im Landkreis Görlitz hat insgesamt 245.867 Einwohner. Die höchste Einwohnerzahl des Landkreises hat die Große Kreisstadt Görlitz mit 55.395 Einwohnern, gefolgt von den Großen Kreisstädten Zittau mit 25.499 und Weißwasser/Oberlausitz mit 15.116 Einwohnern. Die größte Gemeinde im Landkreis ist Kottmar mit 6960 Einwohnern. Die kleinste Stadt ist Ostritz mit 2212 Einwohnern. Die wenigsten Einwohner hat Kreba-Neudorf mit 832 Einwohnern.
Der gesamte Landkreis Görlitz hat eine Bevölkerungsdichte von 116 Einwohnern pro km². Die größte Bevölkerungsdichte hat die Große Kreisstadt Görlitz mit 820 Einwohnern pro km², gefolgt von der Stadt Ebersbach-Neugersdorf mit 544 Einwohnern pro km² und der Großen Kreisstadt Zittau mit 382 Einwohnern pro km². Die geringste Bevölkerungsdichte hat die Gemeinde Boxberg/O.L. mit 20 Einwohnern pro km².

## Legende
- Gemeinde: Name der Gemeinde, in Klammern steht die Kreiszugehörigkeit vor der Landkreisreform 2008
- Sorbischer Ortsname: amtlicher obersorbischer Ortsname, nur bei Orten im Sorbischen Siedlungsgebiet
- VB/VG: Zeigt die Zugehörigkeit zu einer der 14 Verwaltungsgemeinschaften beziehungsweise Verwaltungsverbände
- Wappen: Wappen der Gemeinde beziehungsweise der Stadt
- Karte: Zeigt die Lage der Stadt oder Gemeinde im Landkreis Bautzen
- Fläche: Fläche der Stadt oder Gemeinde in Quadratkilometern
- Einwohner: Zahl der Menschen die in der Gemeinde beziehungsweise der Stadt leben (Stand: 31. Dezember 2023[1])
- Einwohnerdichte: Angegeben ist die Einwohnerdichte, gerechnet auf die Fläche der Verwaltungseinheit, angegeben in Einwohner pro km² (Stand: 31. Dezember 2023[1])
- Höhe: Höhe der namensgebenden Ortschaft beziehungsweise Stadt in Meter über Normalnull
- Bild: Bild aus der jeweiligen Gemeinde beziehungsweise Stadt

## Städte und Gemeinden
| Gemeinde                                                                      | Sorbischer Ortsname | VB/VG                      | Wappen                                             | Karte                                                                 | Fläche   | Einwohner | Einwohner- dichte | Höhe | Bild                                            |
| ----------------------------------------------------------------------------- | ------------------- | -------------------------- | -------------------------------------------------- | --------------------------------------------------------------------- | -------- | --------- | ----------------- | ---- | ----------------------------------------------- |
| Landkreis Görlitz                                                             | Wokrjes Zhorjelc    |                            | Wappen des Landkreises Görlitz                     | Der Landkreis Görlitz innerhalb Sachsens                              | 2.111,42 | 245,867   | 116               |      | Landeskrone bei Görlitz                         |
| Stadt Bad Muskau (Niederschlesischer Oberlausitzkreis)                        | Mužakow             | Bad Muskau                 | Wappen der Stadt Bad Muskau                        | Lage der Stadt Bad Muskau im Landkreis Görlitz                        | 15,38    | 3.605     | 234               | 110  | Neues Schloss in Bad Muskau                     |
| Gemeinde Beiersdorf (Landkreis Löbau-Zittau)                                  |                     | Oppach-Beiersdorf          | Wappen der Gemeinde Beiersdorf                     | Lage der Stadt Beiersdorf im Landkreis Görlitz                        | 6,45     | 1.052     | 163               | 386  | Umgebindehaus Beiersdorf                        |
| Stadt Bernstadt auf dem Eigen (Landkreis Löbau-Zittau)                        |                     | Bernstadt/Schönau-Berzdorf | Wappen der Stadt Bernstadt auf dem Eigen           | Lage der Stadt Bernstadt auf dem Eigen im Landkreis Görlitz           | 51,99    | 3.129     | 60                | 231  | Marktplatz von Bernstadt auf dem Eigen          |
| Gemeinde Bertsdorf-Hörnitz (Landkreis Löbau-Zittau)                           |                     | Olbersdorf                 | Die Gemeinde Bertsdorf-Hörnitz führt kein Wappen   | Lage der Gemeinde Bertsdorf-Hörnitz im Landkreis Görlitz              | 18       | 1.978     | 110               | 309  | Schloss Althörnitz                              |
| Gemeinde Boxberg/O.L. (Niederschlesischer Oberlausitzkreis)                   | Hamor               |                            | Wappen der Gemeinde Boxberg/O.L.                   | Lage der Gemeinde Boxberg/O.L. im Landkreis Görlitz                   | 217,69   | 4.349     | 20                | 129  | Luftbild von Boxberg                            |
| Gemeinde Dürrhennersdorf (Landkreis Löbau-Zittau)                             |                     | Neusalza-Spremberg         | Wappen der Gemeinde Dürrhennersdorf                | Lage der GemeindeDürrhennersdorf im Landkreis Görlitz                 | 10,71    | 850       | 79                | 396  | Rittergut Dürrhennersdorf                       |
| Stadt Ebersbach-Neugersdorf (Landkreis Löbau-Zittau)                          |                     |                            | Wappen der Stadt Ebersbach-Neugersdorf             | Lage der Stadt Ebersbach-Neugersdorf im Landkreis Görlitz             | 20,45    | 11,134    | 544               | 430  | Rathaus von Ebersbach/Sa.                       |
| Gemeinde Gablenz (Niederschlesischer Oberlausitzkreis)                        | Jabłońc             | Bad Muskau                 | Wappen der Gemeinde Gablenz                        | Lage der Gemeinde Gablenz im Landkreis Görlitz                        | 14,74    | 1.571     | 107               | 138  | Kirche                                          |
| Große Kreisstadt Görlitz (Kreisfreie Stadt)                                   |                     |                            | Wappen der Stadt Görlitz                           | Lage der Stadt Görlitz im Landkreis Görlitz                           | 67,52    | 55,395    | 820               | 201  | Lausitzer Neiße mit Peterskirche im Hintergrund |
| Gemeinde Groß Düben (Niederschlesischer Oberlausitzkreis)                     | Dźěwin              | Schleife                   | Die Gemeinde Groß Düben führt kein Wappen          | Lage der Gemeinde Groß Düben im Landkreis Görlitz                     | 15,08    | 1.048     | 69                | 132  | Ehem. Bahnhof Halbendorf                        |
| Gemeinde Großschönau (Landkreis Löbau-Zittau)                                 |                     | Großschönau-Hainewalde     | Wappen der Gemeinde Großschönau                    | Lage der Gemeinde Großschönau im Landkreis Görlitz                    | 23,82    | 5.163     | 217               | 350  | Kirche                                          |
| Gemeinde Großschweidnitz (Landkreis Löbau-Zittau)                             |                     | Löbau                      | Die Gemeinde Großschweidnitz führt kein Wappen     | Lage der Gemeinde Großschweidnitz im Landkreis Görlitz                | 7,47     | 1.236     | 165               | 304  | Blick auf Großschweidnitz                       |
| Gemeinde Hähnichen (Niederschlesischer Oberlausitzkreis)                      |                     | Rothenburg/Oberlausitz     | Wappen fehlt                                       | Lage der Gemeinde Hähnichen im Landkreis Görlitz                      | 49,77    | 1.173     | 24                | 152  | Schloss im OT Spree                             |
| Gemeinde Hainewalde (Landkreis Löbau-Zittau)                                  |                     | Großschönau-Hainewalde     | Wappen der Gemeinde Hainewalde                     | Lage der Gemeinde Hainewalde im Landkreis Görlitz                     | 12,96    | 1.506     | 116               | 322  | Gemeindeamt                                     |
| Stadt Herrnhut (Landkreis Löbau-Zittau)                                       |                     |                            | Wappen der Stadt Herrnhut                          | Lage der Stadt Herrnhut im Landkreis Görlitz                          | 74,13    | 5.760     | 78                | 344  | Schloss Herrnhut                                |
| Gemeinde Hohendubrau (Niederschlesischer Oberlausitzkreis)                    | Wysoka Dubrawa      | Diehsa                     | Die Gemeinde Hohendubrau führt kein Wappen         | Lage der Gemeinde Hohendubrau im Landkreis Görlitz                    | 45,54    | 1.825     | 40                | 132  | Grundschule Gebelzig                            |
| Gemeinde Horka (Niederschlesischer Oberlausitzkreis)                          |                     | Weißer Schöps/Neiße        | Wappen der Gemeinde Horka                          | Lage der Gemeinde Horka im Landkreis Görlitz                          | 41,01    | 1.541     | 38                | 164  | Wasserturm                                      |
| Gemeinde Jonsdorf (Landkreis Löbau-Zittau)                                    |                     | Olbersdorf                 | Wappen der Gemeinde Jonsdorf                       | Lage der Gemeinde Jonsdorf im Landkreis Görlitz                       | 9,03     | 1.435     | 159               | 442  | Blick auf Jonsdorf                              |
| Gemeinde Kodersdorf (Niederschlesischer Oberlausitzkreis)                     |                     | Weißer Schöps/Neiße        | Wappen der Gemeinde Kodersdorf                     | Lage der Gemeinde Kodersdorf im Landkreis Görlitz                     | 42,54    | 2.251     | 53                | 328  | Neues Schloss Rengersdorf                       |
| Gemeinde Königshain (Niederschlesischer Oberlausitzkreis)                     |                     | Reichenbach/O.L.           | Wappen der Gemeinde Königshain                     | Lage der Gemeinde Königshain im Landkreis Görlitz                     | 19,58    | 1.151     | 59                | 233  | Blick vom Aussichtsturm auf dem Hochstein       |
| Gemeinde Kottmar (Landkreis Löbau-Zittau)                                     |                     |                            | Wappen der Gemeinde Kottmar                        | Lage der Gemeinde Kottmar im Landkreis Görlitz                        | 47,34    | 6.960     | 147               |      | Kirche Niedercunnersdorf                        |
| Gemeinde Krauschwitz (Niederschlesischer Oberlausitzkreis)                    | Krušwica            |                            | Wappen der Gemeinde Krauschwitz                    | Lage der Gemeinde Krauschwitz im Landkreis Görlitz                    | 106,83   | 3.217     | 30                | 119  | Dorfkirche Podrosche                            |
| Gemeinde Kreba-Neudorf (Niederschlesischer Oberlausitzkreis)                  | Chrjebja-Nowa Wjes  | Rietschen                  | Wappen fehlt                                       | Lage der Gemeinde Kreba-Neudorf im Landkreis Görlitz                  | 31,65    | 832       | 26                | 143  | Schloss Kreba                                   |
| Gemeinde Lawalde (Landkreis Löbau-Zittau)                                     |                     | Löbau                      | Die Gemeinde Lawalde führt kein Wappen             | Lage der Gemeinde Lawalde im Landkreis Görlitz                        | 14,55    | 1.769     | 122               | 314  | Kirche                                          |
| Gemeinde Leutersdorf (Landkreis Löbau-Zittau)                                 |                     |                            | Wappen der Gemeinde Leutersdorf                    | Lage der Gemeinde Leutersdorf im Landkreis Görlitz                    | 17,08    | 3.342     | 196               | 392  | Bahnhof Leutersdorf                             |
| Große Kreisstadt Löbau (Landkreis Löbau-Zittau)                               |                     | Löbau                      | Wappen der Stadt Löbau                             | Lage der Stadt Löbau im Landkreis Görlitz                             | 78,9     | 14,618    | 185               | 260  | Altmarkt                                        |
| Gemeinde Markersdorf (Niederschlesischer Oberlausitzkreis)                    |                     |                            | Wappen der Gemeinde Markersdorf                    | Lage der Gemeinde Markersdorf im Landkreis Görlitz                    | 62,54    | 3.735     | 60                | 242  | Blick auf Markersdorf                           |
| Gemeinde Mittelherwigsdorf (Landkreis Löbau-Zittau)                           |                     |                            | Wappen der Gemeinde Mittelherwigsdorf              | Lage der Gemeinde Mittelherwigsdorf im Landkreis Görlitz              | 36,45    | 3.506     | 96                | 304  | Bahnhof Mittelherwigsdorf                       |
| Gemeinde Mücka (Niederschlesischer Oberlausitzkreis)                          | Mikow               | Diehsa                     | Wappen der Gemeinde Mücka                          | Lage der Gemeinde Mücka im Landkreis Görlitz                          | 24,35    | 961       | 39                | 142  | Herren- und Gemeindehaus Mücka                  |
| Gemeinde Neißeaue (Niederschlesischer Oberlausitzkreis)                       |                     | Weißer Schöps/Neiße        | Wappen der Gemeinde Neißeaue                       | Lage der Gemeinde Neißeaue im Landkreis Görlitz                       | 47,37    | 1.615     | 34                | 170  | Östlichster Punkt Deutschlands bei Zentendorf   |
| Stadt Neusalza-Spremberg (Landkreis Löbau-Zittau)                             |                     | Neusalza-Spremberg         | Wappen der Stadt Neusalza-Spremberg                | Lage der Stadt Neusalza-Spremberg im Landkreis Görlitz                | 22,91    | 3.110     | 136               | 325  | Obermarkt                                       |
| Große Kreisstadt Niesky (Niederschlesischer Oberlausitzkreis)                 |                     |                            | Wappen der Stadt Niesky                            | Lage der Stadt Niesky im Landkreis Görlitz                            | 53,81    | 9.060     | 168               | 172  | Zinzendorfplatz                                 |
| Gemeinde Oderwitz (Landkreis Löbau-Zittau)                                    |                     |                            | Die Gemeinde Oderwitz führt kein Wappen            | Lage der Gemeinde Oderwitz im Landkreis Görlitz                       | 35,91    | 4.733     | 132               | 300  | Dorfkirche Niederoderwitz                       |
| Gemeinde Olbersdorf (Landkreis Löbau-Zittau)                                  |                     | Olbersdorf                 | Die Gemeinde Olbersdorf führt kein Wappen          | Lage der Gemeinde Olbersdorf im Landkreis Görlitz                     | 15,16    | 4.364     | 288               | 273  | Olbersdorfer See bei Sonnenuntergang            |
| Gemeinde Oppach (Landkreis Löbau-Zittau)                                      |                     | Oppach-Beiersdorf          | Wappen der Gemeinde Oppach                         | Lage der Gemeinde Oppach im Landkreis Görlitz                         | 8        | 2.235     | 279               | 321  | Schloss Oppach                                  |
| Stadt Ostritz (Niederschlesischer Oberlausitzkreis)                           |                     |                            | Wappen der Stadt Ostritz                           | Lage der Stadt Ostritz im Landkreis Görlitz                           | 23,48    | 2.212     | 94                | 207  | Rathaus der Stadt Ostritz                       |
| Gemeinde Oybin (Landkreis Löbau-Zittau)                                       |                     | Olbersdorf                 | Wappen der Gemeinde Oybin                          | Lage der Gemeinde Oybin im Landkreis Görlitz                          | 18,28    | 1.270     | 69                | 389  | Blick auf Oybin vom Hochwald                    |
| Gemeinde Quitzdorf am See (Niederschlesischer Oberlausitzkreis)               |                     | Diehsa                     | Wappen fehlt                                       | Lage der Gemeinde Quitzdorf am See im Landkreis Görlitz               | 36,34    | 1.214     | 33                | 152  | Bahnhof Petershain                              |
| Stadt Reichenbach/O.L. (Niederschlesischer Oberlausitzkreis)                  |                     | Reichenbach/O.L.           | Wappen der Stadt Reichenbach/O.L.                  | Lage der Stadt Reichenbach/O.L. im Landkreis Görlitz                  | 62,64    | 4.616     | 74                | 134  | Schloss Krobnitz                                |
| Gemeinde Rietschen (Niederschlesischer Oberlausitzkreis)                      | Rěčicy              | Rietschen                  | Wappen der Gemeinde Rietschen                      | Lage der Gemeinde Rietschen im Landkreis Görlitz                      | 73,19    | 2.401     | 33                | 143  | Kirche in Rietschen                             |
| Gemeinde Rosenbach (Landkreis Löbau-Zittau)                                   |                     | Löbau                      | Wappen der Gemeinde Rosenbach                      | Lage der Gemeinde Rosenbach im Landkreis Görlitz                      | 23,57    | 1.522     | 65                | 283  | Herrenhaus Oberherwigsdorf                      |
| Stadt Rothenburg/Oberlausitz (Niederschlesischer Oberlausitzkreis)            |                     | Rothenburg/Oberlausitz     | Wappen der Stadt Rothenburg/Oberlausitz            | Lage der Stadt Rothenburg/Oberlausitz im Landkreis Görlitz            | 72,4     | 4.082     | 56                | 160  | Evangelische Stadtkirche                        |
| Gemeinde Schleife (Niederschlesischer Oberlausitzkreis)                       | Slepo               | Schleife                   | Die Gemeinde Schleife führt kein Wappen            | Lage der Gemeinde Schleife im Landkreis Görlitz                       | 42       | 2.531     | 60                | 129  | Kirche Schleife                                 |
| Gemeinde Schönau-Berzdorf auf dem Eigen (Landkreis Löbau-Zittau)              |                     | Bernstadt/Schönau-Berzdorf | Wappen der Gemeinde Schönau-Berzdorf auf dem Eigen | Lage der Gemeinde Schönau-Berzdorf auf dem Eigen im Landkreis Görlitz | 27,82    | 1.439     | 52                | 220  | Aussichtsturm Neuberzdorfer Höhe                |
| Gemeinde Schönbach (Landkreis Löbau-Zittau)                                   |                     | Neusalza-Spremberg         | Die Gemeinde Schönach führt kein Wappen            | Lage der Gemeinde Schönbach im Landkreis Görlitz                      | 9,1      | 1.046     | 115               | 378  | Rittergut Schönbach                             |
| Gemeinde Schöpstal (Niederschlesischer Oberlausitzkreis)                      |                     | Weißer Schöps/Neiße        | Wappen fehlt                                       | Lage der Gemeinde Schöpstal im Landkreis Görlitz                      | 29,72    | 2.304     | 78                | 248  | Schloss Kunersdorf                              |
| Stadt Seifhennersdorf (Landkreis Löbau-Zittau)                                |                     |                            | Wappen der Stadt Seifhennersdorf                   | Lage der Stadt Seifhennersdorf im Landkreis Görlitz                   | 19,12    | 3.575     | 187               | 360  | Kreuzkirche Seifhennersdorf                     |
| Gemeinde Trebendorf (Niederschlesischer Oberlausitzkreis)                     | Trjebin             | Schleife                   | Die Gemeinde Trebendorf führt kein Wappen          | Lage der Gemeinde Trebendorf im Landkreis Görlitz                     | 32,05    | 695       | 22                | 126  | Typisches Wohnhaus in Trebendorf                |
| Gemeinde Vierkirchen (Niederschlesischer Oberlausitzkreis)                    |                     | Reichenbach/O.L.           | Wappen der Gemeinde Vierkirchen                    | Lage der Gemeinde Vierkirchen im Landkreis Görlitz                    | 35,41    | 1.619     | 46                | 192  | Kirche im OT Melaune                            |
| Gemeinde Waldhufen (Niederschlesischer Oberlausitzkreis)                      |                     | Diehsa                     | Wappen fehlt                                       | Lage der Gemeinde Waldhufen im Landkreis Görlitz                      | 58,76    | 2.329     | 40                | 169  | Kirche in Diehsa                                |
| Gemeinde Weißkeißel (Niederschlesischer Oberlausitzkreis)                     | Wuskidź             | Weißwasser/O.L.            | Wappen fehlt                                       | Lage der Gemeinde Weißkeißel im Landkreis Görlitz                     | 50,68    | 1.188     | 23                | 126  | Kriegerdenkmal Weißkeißel                       |
| Große Kreisstadt Weißwasser/Oberlausitz (Niederschlesischer Oberlausitzkreis) | Běła Woda           | Weißwasser/O.L.            | Wappen der Stadt Weißwasser/Oberlausitz            | Lage der Stadt Weißwasser/Oberlausitz im Landkreis Görlitz            | 63,42    | 15,116    | 238               | 140  | Muskauer Straße aus der Vogelperspektive        |
| Große Kreisstadt Zittau (Landkreis Löbau-Zittau)                              |                     |                            | Wappen der Stadt Zittau                            | Lage der Stadt Zittau im Landkreis Görlitz                            | 66,75    | 25,499    | 382               | 242  | Marktplatz mit Rathaus                          |